# Historia de los judíos en Panamá
La historia de los judíos en Panamá comienza con la llegada de los primeros criptojudíos de origen sefardí durante la conquista española.Con la Independencia del Istmo del Reino de España, se da un crecimiento y flujo migratorio considerable de hebreos. Sin embargo, este número vuelve a disminuir debido a la asimilación resultante de los matrimonios mixtos. No fue hasta la separación de Panamá de Colombia que llegaron judíos en cantidades significativas durante los periodos de entreguerra y posguerra en Europa.

### Periodo virreinal
El primer grupo de judíos en inmigrar a Panamá fueron los Anusim (en hebreo: אנוסים,"forzados"), también conocidos marranos, judaizantes, conversos o criptojudíos, tras ser obligados a convertirse al catolicismo. El estudio de este periodo ha sido liderado por dos destacados académicos sefardíes: Alberto Osorio Osorio, pionero en realizar un análisis profundo de esta migración, y su discípulo, Elyjah Byrzdett, investigador y escritor que continuó su labor, sacando a la luz numerosos nombres y genealogías sefardíes que hasta entonces habían permanecido en la sombra. Ambos han documentado esta etapa histórica en sus respectivas obras. De hecho, el libro de Byrzdett, Panamá Judía,es considerado hasta ahora el estudio más general sobre el tema en Panamá.
El profesor Byrzdett señala que el fenómeno de los judeoconversos en Panamá puede dividirse en dos etapas principales: una de origen castellano y otra de influencia portuguesa.
1. El Período Castellano (1501–1580)
Este período estuvo marcado por la llegada de criptojudíos de origen castellano, quienes desempeñaron un papel activo en la colonización del territorio. Cuando Rodrigo de Bastidas llegó al istmo de Panamá en 1501, estuvo acompañado por conversos recientes al cristianismo. Desde las primeras expediciones españolas y durante toda la conquista, los judeoconversos estuvieron presentes en la región.
El fundador de la Ciudad de Panamá, don Pedro Arias Dávila (conocido como Pedrarias), tenía ascendencia judía por línea paterna y materna. Aunque sus convicciones religiosas no están del todo claras, sí se sabe que protegió a los judeoconversos de la persecución del obispo franciscano Fray Juan de Quevedo. También destacan otras figuras de linajes conversos, como los capitanes y gobernadores Felipe y Diego Gutiérrez de Toledo, provenientes de familias judeoconversas de Castilla.
En su obra Los Pisa: Una familia judeoconversa, Byrzdett documenta la genealogía detallada de la familia Pisa, cuyos descendientes llegaron a Panamá y posteriormente se establecieron en otras regiones. Aunque no todos los criptojudíos llevaban el apellido "de Pisa", el autor lo utiliza como referencia, debido a su importancia como tronco común de varias familias conversas en la región.
2. El Período Portugués (1580–1640)
El período portugués se inició en 1580, tras la unión dinástica de Portugal con la Corona castellana, los criptojudíos portugueses intentaron escapar de la campaña inquisitorial emprendida para erradicar la herejía judaizante de Portugal. Muchos optaron por huir a América, utilizando el Nuevo Mundo como refugio de la persecución. Algunos pasaron por el Istmo de Panamá en tránsito, mientras que otros se asentaron permanentemente en Panamá, Portobelo y la Villa de Los Santos. Durante esta etapa, los criptojudíos portugueses, que estaban mejor organizados y contaban con mayores recursos, lograron establecer una casa de rezos en la calle Calafates, ubicada detrás de la antigua Catedral de Panamá la Vieja. Sin embargo, la Inquisición intensificó su persecución contra los judaizantes, culminando en 1640 con un evento conocido como la "gran conspiración", que desmanteló gran parte de la red criptojudía en el Istmo. A partir de entonces, su rastro en los archivos históricos se volvió más difuso, ya que el temor a la persecución llevó a muchos a ocultar aún más su identidad.
Uno de los episodios más documentados de esta persecución fue el arresto del portugués Sebastián Rodríguez, acusado de practicar el judaísmo. Rodríguez lideraba un grupo de criptojudíos que incluía a Antonio de Ávila, González de Silva, Domingo de Almeyda y un fraile mercedario, todos ellos practicantes secretos del judaísmo. Durante el proceso judicial, cuatro médicos certificaron la presencia de la marca de la circuncisión en Rodríguez, lo que se utilizó como prueba en su contra.

### SigloXIX
Luego, un tercer grupo de judíos de diversos orígenes llegaron a Panamá, producto del globalismo nacido del punto clímax del colonialismo europeo. Esta comunidad de judíos llegaron durante los siglos XIX y XX y siguen siendo el grupo prioritario de hebreos que llegan al istmo. Estos inmigrantes son quienes han mantenido la práctica activa del judaísmo y representan una parte significativa de la comunidad judía actual en Panamá.

### SigloXX

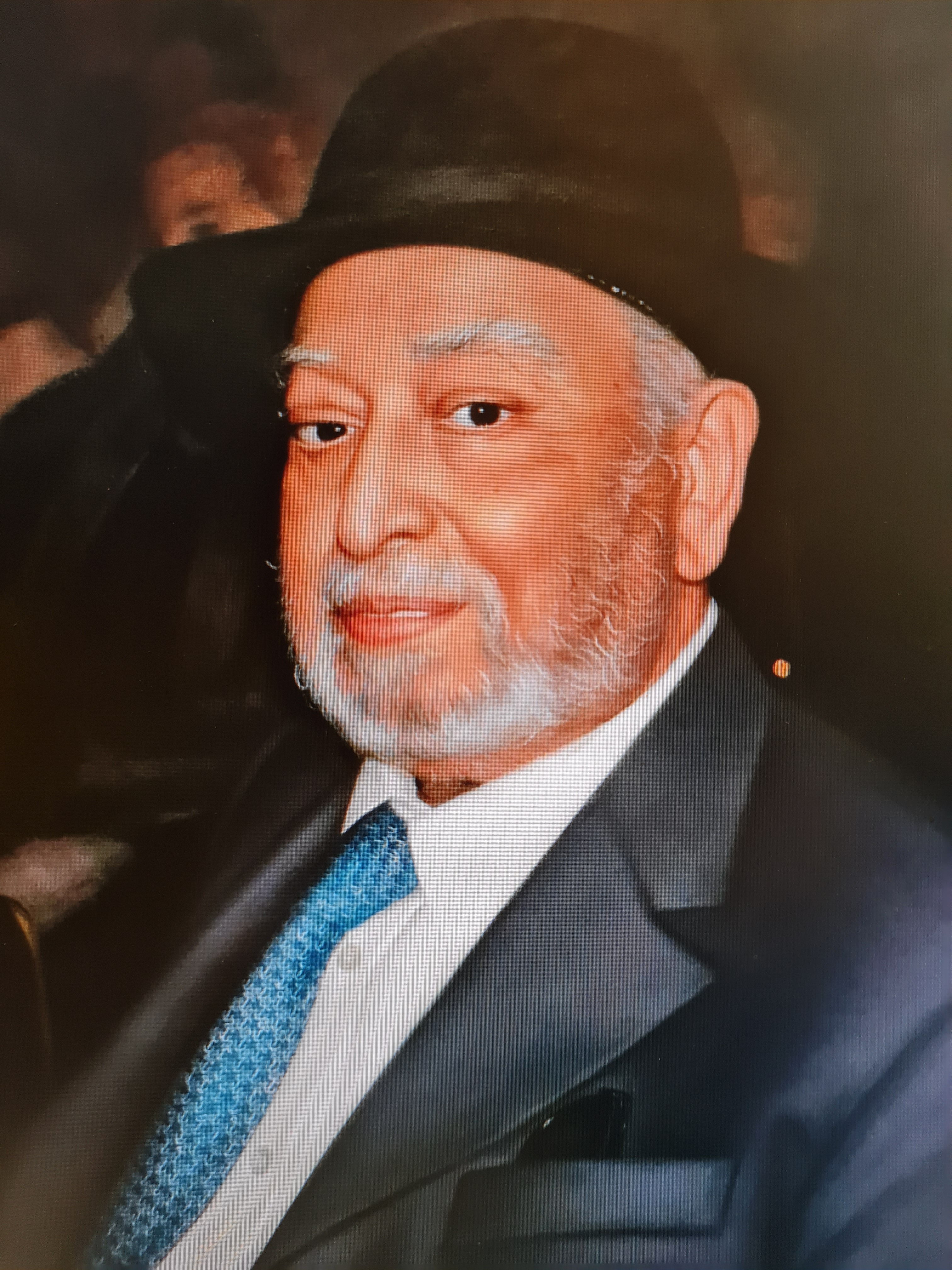
Fotografía del rabino Zion (Sion) Levy

Nuevas olas migratorias surgieron tras la separación de Panamá de la Gran Colombia, estas, ahora alimentadas por la Primera Guerra Mundial, la desintegración del Imperio Otomano, el periodo de entreguerra y la propia Segunda Guerra Mundial, la expulsión de judíos de países árabes y musulmanes y más recientemente, desde países sudamericanos que sufrieron crisis económicas. La comunidad judía esta plenamente integrada a la sociedad panameña desde este periodo. Desde esta época la comunidad judía panameña esta mayoritariamente congregada en la capital, sin embargo, durante este periodo, muchos de los migrantes hebreos llegaron a la Ciudad de Colón, y es por ello que este es uno de los asentamientos judíos más importantes del país panameño.El 17 de septiembre de 1933, la asociación civil judía de Panamá Shevet Ahim (también sociedad de beneficencia) fue oficialmente reconocida y apoyada por el gobierno de Panamá. Este reconocimiento fue firmado por el expresidente de la república Harmodio Arias Madrid. Su primera sede estuvo en el barrio de Bella Vista, donde se construyó también la sinagoga de Shevet Ahim, que es todo un monumento a la dedicación del relevante rabino Zion (Sion) Levy. La edificación agrupa a más de 700 familias y su rito es estrictamente ortodoxo sefardí. 

## Actualmente
Hoy por hoy, hay cerca de 20.000 (aproximación) judíos en Panamá, de los cuales hay una clara mayoría de descendencia sefardí. La mayoría de los judíos de Panamá son tradicionalistas, y alrededor de un 85% respetan las leyes de kashrut. Actualmente hay más de treinta restaurantes kasher en la ciudad de Panamá.La comunidad judía está muy bien recogida en la república panameña y sus costumbres han sido completamente acogidas. Este grupo de personas, aunque represente un bajo porcentaje de la población nacional, tiene un alto poder adquisitivo y es dueña de importantes empresas, locales e instituciones privadas, en su mayoría de comercio interior.